# حساسات الروبوت

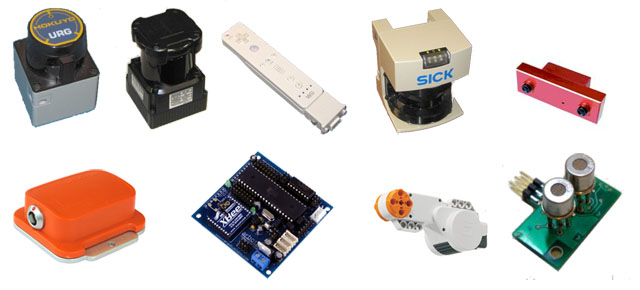
أنواع من حساسات الضوء والصوت المستخدمة في الروبوتات للكشف عن وجود الضوء والصوت

تُستخدم حساسات الروبوت[بحاجة لمصدر] لتقدير حالة الروبوت وبيئته. تُمرّر هذه الإشارات إلى وحدة التحكم للقيام بالسلوك المناسب. 
تحتاج الروبوتات إلى معلومات واسعة النطاق حول بيئتها حتى تتمكن من العمل بشكل فعال؛ لذلك هي تحتاج إلى الحساسات المختلفة للقيام بذلك.

## تصنيف
توفر أجهزة الاستشعار نظائر للحواس البشرية ويمكنها مراقبة الظواهر الأخرى التي يفتقر البشر إلى أجهزة استشعار صريحة لها.
- اللمس البسيط: استشعار وجود أو غياب شيء ما.
- اللمس المعقد: استشعار حجم الجسم وشكله وصلابته.
- القوة البسيطة: قياس القوة على طول محور واحد.
- القوة المعقدة: قياس القوة على طول محاور متعددة.
- رؤية بسيطة: اكتشاف الحواف والثقوب والزوايا.
- الرؤية المعقدة: التعرف على الأشياء .
- القُرب: الكشف عن عدم الاتصال بجسم ما.

يمكن لأجهزة الاستشعار قياس الخصائص الفيزيائية، مثل المسافة بين الأشياء، ووجود الضوء وتردد الصوت. يمكن للحساسات قياس:
- قرب الشيء: وجود/غياب الشيء، اتجاهه، لونه، المسافة بين الشيء والروبوت.
- التوجه: إحداثيات الجسم في الفراغ.
- الحرارة: الطول الموجي للأشعة تحت الحمراء أو فوق البنفسجية، درجة الحرارة، الحجم، الاتجاه.
- المواد الكيميائية: وجود ونوع وتركيز المواد الكيميائية أو المتفاعلات.
- الصوت: وجود الصوت وتردده وشدته.[4]

يتم استخدام وحدات التحكم في الحركة، ومقياسات الجهد، ومولدات عداد السرعة، والمرمز كأجهزة استشعار مشتركة، في حين يتم استخدام الاستشعار القائم على مقياس الانفعال في موقع المحرك النهائي للتحكم في قوة التلامس.

### مستشعر الموضع
يقوم حساس الموضع بقياس موضع المفصل (الدرجة التي يمتد بها المفصل)، وهي تشمل:
- المرمز: جهاز بصري رقمي يحول الحركة إلى سلسلة من النبضات الرقمية.
- مقياس الجهد: جهاز مقاومة متغيرة يعبر عن الإزاحات الخطية أو الزاوية من حيث الجهد.
- محول تفاضلي متغير خطي: محول إزاحة يوفر دقة عالية ويولّد إشارة تيار متردد تكون قيمتها مرتبطة بإزاحة النواة المتحركة.
- المزامنات والمحللات.

### حساس السرعة
يقوم مستشعر السرعة بقياسات متتالية للموضع على فترات زمنية معروفة ويحسب معدل وقت التغير في قيم الموضع.

## التطبيقات
في وحدة تغذية الأجزاء، يمكن لحساس الرؤية التخلص من الحاجة إلى منصة محاذاة. يمكن لروبوتات الإدخال المدعومة بالرؤية أن تقوم بدقة بعمليات التركيب والإدخال لأجزاء الآلة.